# Réez-Fosse-Martin

Réez-Fosse-Martin este o comună în departamentul Oise, Franța. În 1 ianuarie 2022 avea o populație de 142 de locuitori.